# سیارک ۹۸۷۱
سیارک ۹۸۷۱ (به انگلیسی: 9871 Jeon، نامگذاری:1992DG1) نه هزار و هشتصد و هفتاد و یکمین سیارک کشف شده‌است که در ۲۸ فوریه ۱۹۹۲ کشف شد.
قدر مطلق سیارک برابر ۳۳.۸ است.